# ديف بيتن
ديف بيتن (بالإنجليزية: Dave Peyton)‏ هو عازف بيانو وكاتب أغاني أمريكي، ولد في 19 أغسطس 1889، وتوفي في 1 مايو 1955.

## وصلات خارجية
- ديف بيتن على موقع IMDb (الإنجليزية)